# واد إشم (آيت الفرسي)
واد إشم هي إحدى مشيخات المملكة المغربية، تتبع جغرافيا لإقليم تنغير وإداريًا لآيت الفرسي. يقدر عدد سكانها بـ 4557 نسمة حسب الإحصاء الرسمي للسكان والسكنى لسنة 2004.